# Christian Gentner
Christian Gentner (n. 14 august 1985, Nürtingen, Germania de Vest) este un fotbalist german care joacă pe post de mijlocaș la clubul Union Berlin.